# Joe Lolley
Joseph Lolley (Redditch, Inglaterra, Reino Unido, 25 de agosto de 1992) es un futbolista británico. Juega de delantero y su equipo es el Sydney F. C. de la A-League australiana.

## Trayectoria

### Inicios
Nacido en Redditch, comenzó su carrera en el club amateur Littleton F. C. de la Midland Football Combination, décimo nivel del fútbol inglés.
En julio de 2013 fichó por el Kidderminster Harriers F. C. de la National League, quinta división de Inglaterra, por un año.

### Huddersfield Town
Sus actuaciones en el Kidderminster llamaron la atención del Huddersfield Town A. F. C. de la EFL Championship, club por el que fichó el 15 de enero de 2014. Debutó en su nuevo club el 1 de febrero en la derrota por 5-1 ante el Leeds United F. C.
El 25 de septiembre de 2015 fue enviado a préstamo al Scunthorpe United F. C. de la League One.
Dejó el club a mediados de la temporada 2017-18, jugó cinco temporadas en el Huddersfield, una en la Premier League.

### Nottingham Forest y Sydney
El 31 de enero de 2018 firmó contrato por cuatro años y medio con el Nottingham Forest F. C. Con este equipo logró un segundo ascenso a la Premier League antes de marcharse en agosto de 2022 a Australia para jugar en el Sydney F. C.

## Selección nacional
Ha representado al Reino Unido a nivel universitario en la Universiada de 2013, y a la selección amateur de Inglaterra C, en noviembre de ese mismo año, contra la selección de la República Checa sub-21 en un encuentro amistoso.

## Clubes
| Club                                 | País       | Año           |
| ------------------------------------ | ---------- | ------------- |
| Littleton F. C.                      | Inglaterra | 2011-2013     |
| Kidderminster Harriers F. C.         | Inglaterra | 2013-2014     |
| Huddersfield Town A. F. C.           | Inglaterra | 2014-2018     |
| Scunthorpe United F. C. (a préstamo) | Inglaterra | 2015          |
| Nottingham Forest F. C.              | Inglaterra | 2018-2022     |
| Sydney F. C.                         | Australia  | 2022-presente |

## Palmarés

### Distinciones individuales
| Distinción                                          | Año     |
| --------------------------------------------------- | ------- |
| Jugador de la temporada del Nottingham Forest F. C. | 2018-19 |

## Vida personal
Lolley estudió como entrenador deportivo en la Universidad de Lancashire Central.